# 회피제도
회피제도(回避制度, rule of avoidance)는 중국 수나라 때 시행된 규칙으로, 지방 관리들이 출신지에서 복무하는 것을 금지하여 가족이나 친구가 그들에게 영향을 미치지 않도록 했다.
무굴 제국의 악바르 황제는 부패와 편애를 방지하기 위해 이와 유사한 체제를 채택했다. 이는 또한 미국 헌법의 완전히 다른 원칙이며, 일부 문화에서는 외혼을 장려하는 문화적 규범이기도 하다.